# Retta nel piano cartesiano
In geometria analitica, una retta nel piano cartesiano è l'insieme descritto dalle soluzioni di un'equazione lineare. Ad esempio,
{\displaystyle 2x+y=-3.}

## Definizione
Esistono diverse forme equivalenti per descrivere una retta nel piano cartesiano: la forma cartesiana, che a sua volta si può esprimere in forma implicita o esplicita, e la forma parametrica.

### Forma cartesiana

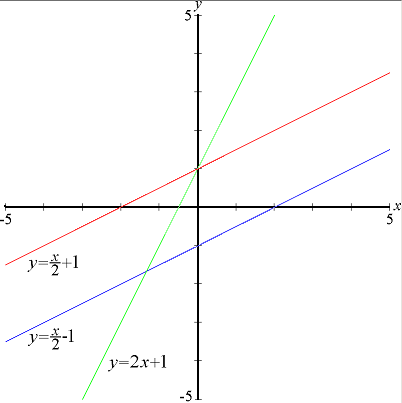
Tre rette nel piano cartesiano descritte in forma esplicita. Le rette rossa e blu sono parallele perché hanno lo stesso coefficiente angolare. Le rette verde e rossa hanno la stessa intercetta, quindi tagliano l'asse delle ordinate nello stesso punto.

#### Forma implicita
Nel piano cartesiano, ogni punto ha due coordinate {\displaystyle (x,y)}, ed una retta può essere scritta in forma implicita come l'insieme dei punti le cui coordinate {\displaystyle (x,y)} soddisfano una equazione lineare:
{\displaystyle ax+by+c=0}
dove i coefficienti {\displaystyle a}, {\displaystyle b} e {\displaystyle c} sono dei numeri reali fissati, con {\displaystyle a} e {\displaystyle b} non contemporaneamente nulli. 
Due equazioni individuano la stessa retta se e solo se sono ottenute l'una dall'altra tramite moltiplicazione per una costante non nulla. Ad esempio, le due equazioni:
{\displaystyle 2x+7y-6=0,}
{\displaystyle -4x-14y+12=0}
individuano la stessa retta, perché la seconda equazione è ottenuta moltiplicando la prima per {\displaystyle -2}.

#### Forma esplicita
La retta può anche essere descritta in forma esplicita come 
{\displaystyle y=mx+q} oppure {\displaystyle x=my+q}
da cui si ricava la relazione con q incognita:
{\displaystyle q=-mx+y} oppure {\displaystyle q=-my+x}
dove {\displaystyle m} si chiama coefficiente angolare o pendenza della retta. Nel caso specifico dell'equazione {\displaystyle y=mx+q}, il coefficiente {\displaystyle m} è il rapporto tra la variazione delle ordinate (verticale) e la variazione delle ascisse (orizzontale) di due punti qualunque della retta, e quindi la tangente (trigonometrica) dell'angolo che la retta forma con il semiasse positivo delle ascisse. Il numero {\displaystyle q} si chiama intercetta od ordinata all'origine e rappresenta l'ordinata del punto di intersezione della retta con l'asse delle ordinate. Se {\displaystyle q=0}, allora la retta passa per l'origine.
In tal caso la forma esplicita si riduce a:
{\displaystyle y=mx.}
Lo stesso discorso si applica, invertendo ascisse ed ordinate, all'equazione {\displaystyle x=my+q}.
Si tenga presente che, a differenza della forma implicita, ciascuna delle due forme esplicite non descrive tutte le rette possibili: l'asse delle ordinate {\displaystyle x=0} e le relative rette parallele ad esso del tipo {\displaystyle x=h}, non sono descrivibili nella forma {\displaystyle y=mx+q}, in quanto non si possono ottenere per alcun valore del coefficiente angolare m; 

#### Forma segmentaria della retta

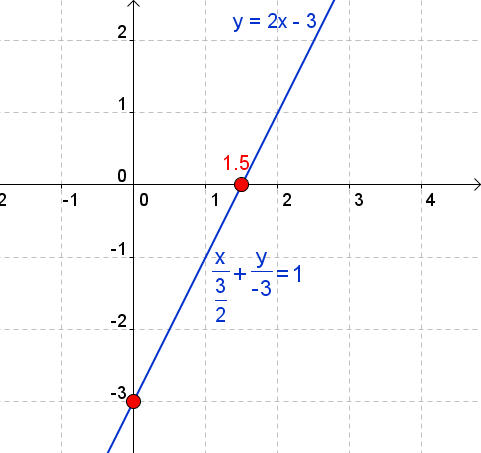
Equazione segmentaria della retta, i parametri p e q rappresentano rispettivamente l'ascissa del punto di intersezione della retta con l'asse x e l'ordinata del punto di intersezione della retta con l'asse y

Qualora la retta sia genericamente obliqua rispetto agli assi cartesiani, la sua equazione può anche essere descritta in forma segmentaria come 
{\displaystyle {\frac {x}{p}}+{\frac {y}{q}}=1} con {\displaystyle p\neq 0} e {\displaystyle q\neq 0}
{\displaystyle p} e {\displaystyle q} rappresentano rispettivamente l'ascissa e l'ordinata dei punti di intersezione tra la retta e i due assi. Infatti:
{\displaystyle {\begin{cases}y=0\\{\frac {x}{p}}+{\frac {y}{q}}=1\end{cases}}\quad \Rightarrow \quad {\begin{cases}y=0\\x=p\end{cases}}}
{\displaystyle {\begin{cases}x=0\\{\frac {x}{p}}+{\frac {y}{q}}=1\end{cases}}\quad \Rightarrow \quad {\begin{cases}x=0\\y=q\end{cases}}}
La forma segmentaria della retta consente di rappresentare in modo molto veloce la retta sul piano cartesiano in quanto si ricavano dall'equazione i punti di intersezione con gli assi: {\displaystyle P(p;0)} e {\displaystyle Q(0;q)}.
Esempio. Mettere in forma segmentaria la retta {\displaystyle y=2x-3}.
{\displaystyle -2x+y=-3\quad \Rightarrow \quad {\frac {-2x}{-3}}+{\frac {y}{-3}}=1\quad \Rightarrow \quad {\frac {x}{\frac {3}{2}}}+{\frac {y}{-3}}=1}

### Forma parametrica
Una retta {\displaystyle r} in un piano risulta individuata quando sono descritti un suo punto {\displaystyle P(x_{0},y_{0})} e la direzione, individuata da un vettore {\displaystyle v(l,m)}.
Con queste informazioni si possono immediatamente scrivere le equazioni parametriche della retta:
{\displaystyle \left\{{\begin{matrix}x=x_{0}+kl\\y=y_{0}+km\end{matrix}}\right.}
dove {\displaystyle k} è un parametro reale. La retta è quindi descritta come l'insieme di punti ottenuti al variare di {\displaystyle k} nell'insieme {\displaystyle \mathbb {R} } dei numeri reali. Il punto {\displaystyle (x_{0},y_{0})} è ottenuto per il valore {\displaystyle k=0}.

### Passaggio da forma parametrica a forma cartesiana
Le forme cartesiana e parametrica introdotte in precedenza sono solamente due rappresentazioni differenti della stessa retta. È quindi possibile passare da una forma all'altra nel seguente modo:
si elimina il parametro {\displaystyle k} e si ottiene l'equazione cartesiana
{\displaystyle m(x-x_{0})=l(y-y_{0})}
Nel caso in cui {\displaystyle l} oppure {\displaystyle m} sia nullo, si annulla il membro corrispondente. Se ad esempio {\displaystyle l=0} l'equazione precedente diventa:
{\displaystyle m(x-x_{0})=0}
e quindi la retta corrispondente avrà un'equazione del tipo: {\displaystyle x=}cost come ci si aspettava.
Se {\displaystyle l\neq 0} si ottiene una descrizione della retta in forma esplicita, riscrivendo l'equazione cartesiana così:
{\displaystyle y={\frac {m}{l}}(x-x_{0})+y_{0}}
Il coefficiente angolare della retta è quindi {\displaystyle m/l}.

### Relazione tra i coefficienti della forma implicita e della forma esplicita della retta
Si considera l'equazione di una retta messa in 
forma implicita {\displaystyle ax+by+c=0} e in forma esplicita {\displaystyle y=mx+q} con la condizione {\displaystyle b\neq 0}.
Valgono le seguenti relazioni
{\displaystyle m=-{\frac {a}{b}}} e {\displaystyle q=-{\frac {c}{b}}}.

#### Casi specifici sui parametria,b,c
{\displaystyle a\neq 0}, {\displaystyle b=0}, {\displaystyle c=0} {\displaystyle \quad \Rightarrow \quad x=0} rappresenta l'asse y.
{\displaystyle a=0}, {\displaystyle b\neq 0}, {\displaystyle c=0} {\displaystyle \quad \Rightarrow \quad y=0} rappresenta l'asse x.
{\displaystyle a\neq 0}, {\displaystyle b=0} {\displaystyle \quad \Rightarrow \quad ax+c=0\quad \Rightarrow \quad x=h} con {\displaystyle h\in \mathbb {R} } rappresenta una generica retta parallela all'asse y.
{\displaystyle a=0}, {\displaystyle b\neq 0} {\displaystyle \quad \Rightarrow \quad by+c=0\quad \Rightarrow \quad y=k} con {\displaystyle k\in \mathbb {R} } rappresenta una generica retta parallela all'asse x.
{\displaystyle b\neq 0}, {\displaystyle c=0} {\displaystyle \quad \Rightarrow \quad ax+by=0\quad \Rightarrow \quad y=mx} con {\displaystyle m\in \mathbb {R} } rappresenta una generica retta passante per l'origine {\displaystyle O(0;0)}.
{\displaystyle b\neq 0}, {\displaystyle c=0}, {\displaystyle -{\frac {a}{b}}=1} {\displaystyle \quad \Rightarrow \quad ax+by=0\quad \Rightarrow \quad y=x} rappresenta la bisettrice del primo e del terzo quadrante.
{\displaystyle b\neq 0}, {\displaystyle c=0}, {\displaystyle -{\frac {a}{b}}=-1} {\displaystyle \quad \Rightarrow \quad ax+by=0\quad \Rightarrow \quad y=-x} rappresenta la bisettrice del secondo e del quarto quadrante.
{\displaystyle b\neq 0} {\displaystyle \quad \Rightarrow \quad y=mx+q} con {\displaystyle m,q\in \mathbb {R} } rappresenta una generica retta.

## Retta passante per due punti
La retta passante per due punti distinti {\displaystyle P=(x_{1},y_{1})} e {\displaystyle Q=(x_{2},y_{2})} del piano è descritta in forma cartesiana implicita dalla seguente equazione:
{\displaystyle (x_{2}-x_{1})\cdot (y-y_{1})-(y_{2}-y_{1})\cdot (x-x_{1})=0}
che può essere riscritta nel modo seguente:
{\displaystyle (x_{2}-x_{1})\cdot y+(y_{1}-y_{2})\cdot x+y_{1}(x_{1}-x_{2})+x_{1}(y_{2}-y_{1})=0}
e semplificando si ottiene:
{\displaystyle (x_{2}-x_{1})\cdot y+(y_{1}-y_{2})\cdot x+y_{2}x_{1}-y_{1}x_{2}=0}
Se {\displaystyle x_{1}\neq x_{2}}, la retta non è verticale e può essere descritta in forma esplicita:
{\displaystyle y={\frac {y_{2}-y_{1}}{x_{2}-x_{1}}}(x-x_{1})+y_{1}.}
Analogamente, se {\displaystyle y_{1}\neq y_{2}} la retta non è orizzontale e può essere descritta esplicitando la variabile {\displaystyle x}. Se la retta non è né verticale né orizzontale, può anche essere descritta dall'equazione seguente:
{\displaystyle {\frac {y-y_{1}}{y_{2}-y_{1}}}={\frac {x-x_{1}}{x_{2}-x_{1}}}.}
Sviluppando:
{\displaystyle y-y_{1}=(y_{2}-y_{1}){\frac {x-x_{1}}{x_{2}-x_{1}}}.}
{\displaystyle y-y_{1}=x{\frac {y_{2}-y_{1}}{x_{2}-x_{1}}}-x_{1}{\frac {y_{2}-y_{1}}{x_{2}-x_{1}}}.}
{\displaystyle y=\left({\frac {y_{2}-y_{1}}{x_{2}-x_{1}}}\right)x+\left(-x_{1}{\frac {y_{2}-y_{1}}{x_{2}-x_{1}}}+y_{1}\right).}
Assegnando le costanti {\displaystyle m} e {\displaystyle q}:
{\displaystyle y=mx+q}
{\displaystyle m={\frac {y_{2}-y_{1}}{x_{2}-x_{1}}}}
{\displaystyle q=-x_{1}{\frac {y_{2}-y_{1}}{x_{2}-x_{1}}}+y_{1}}
Qualora {\displaystyle x_{1}=x_{2}} l'equazione della retta è {\displaystyle x=x_{1}}, cioè si tratta di una retta parallela all'asse {\displaystyle y}.
Qualora {\displaystyle y_{1}=y_{2}} l'equazione della retta è {\displaystyle y=y_{1}}, cioè si tratta di una retta parallela all'asse {\displaystyle x}.

## Condizione di parallelismo fra due rette
Sono date due rette le cui equazioni sono in forma esplicita: 
{\displaystyle y=m_{1}x+q_{1}}
e 
{\displaystyle y=m_{2}x+q_{2}}. 
La condizione di parallelismo è {\displaystyle m_{1}=m_{2}}. Qualora anche {\displaystyle q_{1}=q_{2}} le due rette coincidono
Sono date due rette le cui equazioni sono in forma implicita:
{\displaystyle a_{1}x+b_{1}y+c_{1}=0}
e
{\displaystyle a_{2}x+b_{2}y+c_{2}=0}.
La condizione di parallelismo è:
{\displaystyle a_{1}\cdot b_{2}=a_{2}\cdot b_{1}}

## Condizione di perpendicolarità fra due rette
Sono date due rette le cui equazioni sono in forma esplicita: 
{\displaystyle y=m_{1}x+q_{1}}
e 
{\displaystyle y=m_{2}x+q_{2}}. 
La condizione di perpendicolarità è:
{\displaystyle m_{1}\cdot m_{2}=-1}
oppure
{\displaystyle m_{1}=-{\frac {1}{m_{2}}}}
{\displaystyle y=m_{1}x} e {\displaystyle y=m_{2}x} con {\displaystyle m_{1}>0} e {\displaystyle m_{2}<0}.
Si consideri il triangolo rettangolo OAB di vertici {\displaystyle O(0;0)}, {\displaystyle A(1;m_{1})} e {\displaystyle B(1;m_{2})}.
Il segmento OH con {\displaystyle H(1;0)} risulta essere l'altezza relativa all'ipotenusa del triangolo OAB. Dunque si può applicare il secondo teorema di Euclide
{\displaystyle {\overline {OH}}^{2}={\overline {HA}}\cdot {\overline {HB}}}
Sapendo che e {\displaystyle {\overline {OH}}=1}, {\displaystyle {\overline {HA}}=m_{1}} e {\displaystyle {\overline {HB}}=-m_{2}}, si ottiene
{\displaystyle 1^{2}=m_{1}\cdot (-m_{2})}
{\displaystyle m_{1}\cdot m_{2}=-1}
Sono date due rette le cui equazioni sono in forma implicita:
{\displaystyle a_{1}x+b_{1}y+c_{1}=0}
e
{\displaystyle a_{2}x+b_{2}y+c_{2}=0}.
La condizione di perpendicolarità è:
{\displaystyle a_{1}\cdot a_{2}+b_{1}\cdot b_{2}=0}

## Fascio proprio di rette
Un fascio proprio di rette è formato da tutte le rette passanti per un punto {\displaystyle P(x_{0};y_{0})}.
In forma esplicita un fascio proprio è descritto dall'equazione
{\displaystyle y-y_{0}=m(x-x_{0})}.
Questa equazione descrive tutte le rette passanti per P eccetto la retta {\displaystyle x=x_{0}}.
Si consideri una retta di equazione:
{\displaystyle y=mx+q}
Imponendo la condizione di passaggio per P, si ottiene:
{\displaystyle y_{0}=mx_{0}+q}
Da cui si ricava 
{\displaystyle q=y_{0}-mx_{0}}
Sostituendo nell'equazione il valore di q trovato, si ottiene:
{\displaystyle y=mx+y_{0}-mx_{0}\quad \Rightarrow \quad y-y_{0}=m(x-x_{0})}
In forma implicita un fascio proprio è descritto dall'equazione
{\displaystyle a(x-x_{0})+b(y-y_{0})=0}.
Questa equazione descrive tutte le rette passanti per P.
Si consideri una retta di equazione:
{\displaystyle ax+by+c=0}
Imponendo la condizione di passaggio per P, si ottiene:
{\displaystyle ax_{0}+by_{0}+c=0}
Da cui si ricava 
{\displaystyle c=-ax_{0}-by_{0}}
Sostituendo nell'equazione il valore di c trovato, si ottiene:
{\displaystyle ax+by-ax_{0}-by_{0}=0\quad \Rightarrow \quad a(x-x_{0})+b(y-y_{0})=0}

## Problemi sulla retta

### Problema di appartenenza
Dato il punto {\displaystyle P(x_{p};y_{p})} verificare l'appartenenza ad una retta di equazione {\displaystyle ax+by+c=0}.
Basta verificare se le coordinate di {\displaystyle P} soddisfano equazione della retta {\displaystyle ax_{p}+by_{p}+c=0}

### Problema dell'asse di un segmento

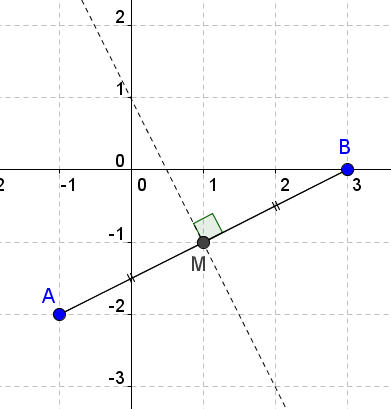
Asse del segmento è la retta perpendicolare al segmento e passante per il suo punto medio.

Sono dati gli estremi di un segmento {\displaystyle AB} con {\displaystyle A(x_{1};y_{1})} e {\displaystyle B(x_{2};y_{2})}. Si vuole calcolare l'equazione dell'asse del segmento, cioè della retta passante per il punto medio del segmento AB e perpendicolare al segmento stesso.
Procedimento:
1. calcolare le coordinate del punto medio M di AB con le formule {\displaystyle x_{M}={\frac {x_{1}+x_{2}}{2}}} e {\displaystyle y_{M}={\frac {y_{1}+y_{2}}{2}}}
2. calcolare il fascio proprio centrato in M con l'equazione {\displaystyle y-y_{M}=m(x-x_{M})}
3. calcolare il coefficiente angolare della retta passante per AB con {\displaystyle m_{AB}={\frac {y_{B}-y_{A}}{x_{B}-x_{A}}}}
4. calcolare il coefficiente angolare della retta perpendicolare ad AB con {\displaystyle m_{\perp AB}=-{\frac {1}{m_{AB}}}}
5. sostituire nell'equazione del fascio proprio il valore di m trovato: {\displaystyle y-y_{M}=m_{\perp AB}(x-x_{M})}

Qualora il segmento AB sia parallelo all'asse x, l'asse di AB è parallelo all'asse y e ha equazione {\displaystyle x=x_{M}}.
Qualora il segmento AB sia parallelo all'asse y, l'asse di AB è parallelo all'asse x e ha equazione {\displaystyle y=y_{M}}.

### Problema della retta passante per due punti
Sono dati due punti {\displaystyle A(x_{1};y_{1})} e {\displaystyle B(x_{2};y_{2})} si vuole calcolare l'equazione della retta passante per i due punti dati. Controllato che la retta non sia parallela agli assi cartesiani il problema può essere risolto in vari modi distinti
1. utilizzare l'equazione della Retta passante per due punti oppure
2. costruire un fascio proprio di rette in A e imporre il passaggio per B oppure
3. data la retta generica {\displaystyle y=mx+q} imporre il passaggio per A e per B in modo da trovare m e q richiesti.

#### Esempio
Calcolare l'equazione della retta passante per {\displaystyle A(-2;0)} e {\displaystyle B(4;3)}.

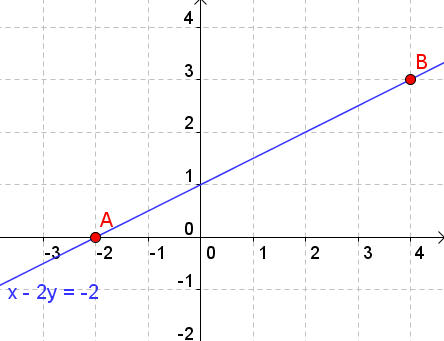
Retta passante per due punti: esistono vari metodi per il calcolo dell'equazione della retta

La retta non è parallela agli assi dunque si può calcolare la sua equazione con uno dei seguenti metodi

##### Primo metodo
{\displaystyle {\frac {y-y_{1}}{y_{2}-y_{1}}}={\frac {x-x_{1}}{x_{2}-x_{1}}}\quad \Rightarrow \quad {\frac {y-0}{3-0}}={\frac {x+2}{4+2}}\quad \Rightarrow \quad {\frac {y}{3}}={\frac {x+2}{6}}\quad \Rightarrow \quad y={\frac {x}{2}}+1}

##### Secondo metodo
{\displaystyle y-y_{1}=m(x-x_{1})\quad \Rightarrow \quad y-0=m(x+2)\quad \Rightarrow \quad y=m(x+2)}
Si impone il passaggio per B e si ottiene una equazione in m da risolvere.
{\displaystyle 3=m(4+2)\quad \Rightarrow \quad m={\frac {1}{2}}}
Si sostituisce m nell'equazione del fascio e si ottiene {\displaystyle y={\frac {x}{2}}+1}

##### Terzo metodo
Si impone il passaggio per A e per B alla retta {\displaystyle y=mx+q}
{\displaystyle {\begin{cases}0=m(-2)+q\\3=m(4)+q\end{cases}}\quad \Rightarrow \quad {\begin{cases}-2m+q=0\\4m+q=3\end{cases}}\quad \Rightarrow \quad {\begin{cases}q=2m\\4m+2m=3\end{cases}}\quad \Rightarrow \quad {\begin{cases}m={\frac {1}{2}}\\q=1\end{cases}}}
Si sostituisce m e q nell'equazione della retta e si ottiene {\displaystyle y={\frac {x}{2}}+1}

### Problema dell'intersezione fra due rette
Il problema va risolto mediante un sistema lineare fra le due equazioni delle rette. La soluzione del sistema, se esiste, rappresenta le coordinate del punto di intersezione fra le due rette.
- Se il sistema è impossibile le rette sono parallele.
- Se il sistema è indeterminato le rette sono coincidenti.

### Problema della distanza di un punto da una retta

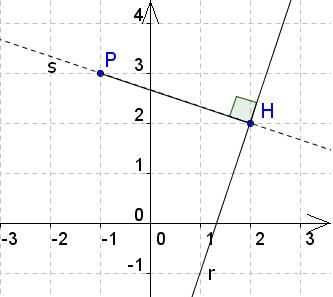
Distanza di un punto P da una retta r

La distanza di un punto da una retta è il segmento perpendicolare alla retta che ha per estremi il punto e la sua proiezione ortogonale sulla retta stessa. La procedura risolutiva è dunque la seguente
1. si individua il coefficiente angolare della retta perpendicolare alla retta data
2. si costruisce un fascio proprio in P e si sceglie la retta perpendicolare
3. si individua il punto di intersezione H tra la retta data e la perpendicolare
4. si calcola la distanza PH

#### Esempio
Si vuole calcolare la distanza di {\displaystyle P\left(-1;3\right)} dalla retta r: {\displaystyle 3x-y-4=0}.
Il coefficiente angolare della retta r è 3.
La retta perpendicolare ha coefficiente angolare {\displaystyle -{\frac {1}{3}}}.
Nel fascio proprio di centro P la retta perpendicolare è
{\displaystyle y-3=-{\frac {1}{3}}\left(x+1\right)} e cioè in forma implicita la retta s ha equazione
{\displaystyle x+3y-8=0}.
Si costruisce il sistema fra le due rette
{\displaystyle {\begin{cases}3x-y-4=0\\x+3y-8=0\end{cases}}\quad \Rightarrow \quad {\begin{cases}x=2\\y=2\end{cases}}}.
Il punto di intersezione H ha coordinate {\displaystyle \left(2;2\right)}.
La distanza PH è {\displaystyle {\sqrt {\left(-1-2\right)^{2}+\left(3-2\right)^{2}}}={\sqrt {10}}}.
Nota. Esiste comunque anche una formula che consente il  calcolo della distanza punto 
retta.
{\displaystyle d_{P,retta}={\frac {\left|ax_{P}+by_{P}+c\right|}{\sqrt {a^{2}+b^{2}}}}}
In questo caso si ha
{\displaystyle d_{P,r}={\frac {\left|3(-1)-3-4\right|}{\sqrt {9+1}}}={\frac {10}{\sqrt {10}}}={\sqrt {10}}}

### Calcoli e grafica al P.C.
Elaborati in Visual Basic

## Problemi sui triangoli

### L'equazione dell'altezza relativa ad un lato

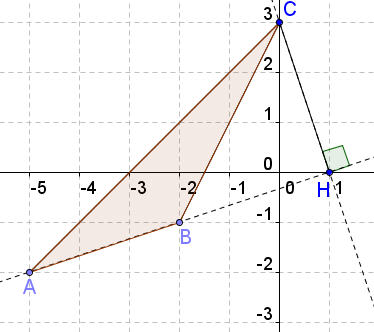
Altezza del triangolo relativa al lato AB

Si deve ricercare la perpendicolare al lato, ad esempio AB. Procedura:
1. calcolare il coefficiente angolare di AB
2. calcolare il coefficiente angolare della retta perpendicolare ad AB
3. costruire un fascio proprio centrato in C (vertice opposto ad AB) e
4. imporre il coefficiente della perpendicolare

### L'equazione della mediana relativa ad un lato
Si deve ricercare la retta passante per un vertice e il punto medio del lato opposto.
- calcolo coordinate del punto medio M del lato ad esempio AB
- retta passante per due punti M e C

### L'equazione della bisettrice di un angolo
Tutti e solo i punti della bisettrice sono equidistanti dai lati.
Dunque si impone che il generico punto {\displaystyle P\left(x;y\right)} della bisettrice sia equidistante dalle due rette che individuano i lati dell'angolo.

#### Esempio

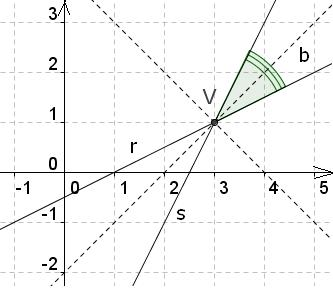
La bisettrice b dell'angolo acuto rVs formato dalle due rette

Un angolo acuto è individuato dalle rette di equazione r: {\displaystyle x-2y-1=0} e s: {\displaystyle 2x-y-5=0}. Si vuole calcolare l'equazione della bisettrice.
Tutti i punti della bisettrice sono equidistanti dai lati dell'angolo, dunque usando la formula della distanza punto retta, si ottiene
{\displaystyle {\frac {\left|2x-y-5\right|}{\sqrt {2^{2}+\left(-1\right)^{2}}}}={\frac {\left|x-2y-1\right|}{\sqrt {1^{2}+\left(-2\right)^{2}}}}}
e semplificando si ottiene
{\displaystyle \left|2x-y-5\right|=\left|x-2y-1\right|}
L'equazione con il valore assoluto si risolve ricordando che: {\displaystyle \left|x\right|=\left|y\right|\Rightarrow x=y\vee x=-y}. E quindi si ottiene
{\displaystyle 2x-y-5=x-2y-1\vee 2x-y-5=-\left(x-2y-1\right)}
{\displaystyle x+y-4=0\vee x-y-2=0}
Osservando la figura, si capisce che la prima retta è la bisettrice dell'angolo ottuso, la seconda retta è la bisettrice dell'angolo acuto del problema.

### Ricerca del centro della circonferenza circoscritta al triangolo
Il centro della circonferenza circoscritta coincide con il circocentro del triangolo (punto di incontro degli assi dei lati del triangolo). Procedura
1. calcolare l'equazione di due assi
2. trovare l'intersezione fra i due assi

## Proprietà
Le rette nel piano cartesiano soddisfano tutti gli assiomi di Euclide, in particolare il V postulato  e definiscono quindi sul piano cartesiano una geometria euclidea.